# Johann Bernoulli
Johann Bernoulli (født 27. juli 1667 i Basel, død 1. januar 1748) var en schweizisk matematiker. Han var bror til Jakob Bernoulli og far til Daniel Bernoulli og Nicolaus II Bernoulli. Han er også kendt som Jean og John Bernoulli.